# المرأة في جمهورية أرتساخ

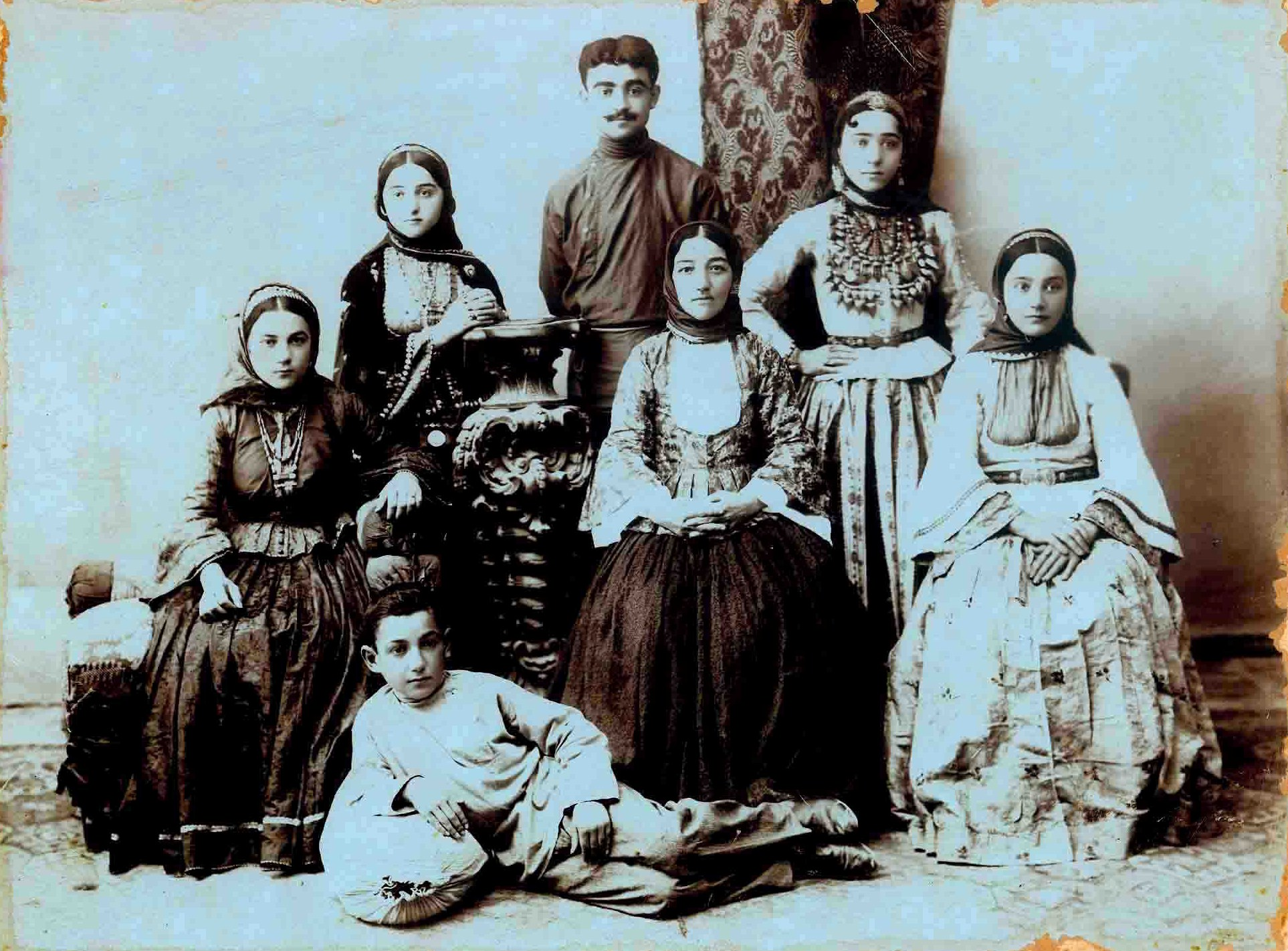
نساء ناغورنو كاراباخ في صورة لعائلة أذربيجانية، 1906.

النساء في ناغورنو كاراباخ هُنَّ بشكل عام نساء أذربيجانيات وأرمنيات ومجموعات عرقية أخرى. نتج هذا المزيج من الأعراق في ناغورني كاراباخ لأن ناغورنو كاراباخ أصبحت، تاريخيًا، جزءًا من أذربيجان بعد سقوط وتفكك الاتحاد السوفيتي. لم يتم الاعتراف رسميًا بجمهورية أرتساخ كدولة أمر واقع من قبل المجتمع الدولي.
قامت بعض نساء ناغورنو كاراباخ بأدوار في بناء السلام لصالح المكان الذي يسمونه وطنهن. الامتداد الذي ينتمي إلى ما يعرف الآن جغرافيًا باسم ناغورنو كاراباخ يعتبر رسميًا جزءًا من أذربيجان. تعتبر المنظمات النسائية الموجودة في كل من أذربيجان وأرمينيا الداعمين الرئيسيين لمساعي بناء السلام في ناغورنو كاراباخ منذ عام 2004. وتشمل بعض المنظمات المشاركة مركز موارد المرأة في يريفان في أرمينيا ومؤسسة من النساء إلى النساء Kvinna till Kvinna.
تشمل الجهود التي بذلتها نساء ناغورنو كاراباخ إجراء مشاورات لبناء السلام ومنتديات مثل مؤتمر «نساء ناغورنو كاراباخ من أجل السلام والتعايش السلمي» في يوليو 2002 الذي عقد في ستيباناكيرت، عاصمة جمهورية أرتساخ. تناولت المؤتمرات والمنتديات مواضيعًا عن دور المرأة في حفظ السلام وتوطيد الديمقراطية في المنطقة وأوضاع حقوق الإنسان في المنطقة وتعزيز التعايش السلمي وتحليل عواقب الحرب والصراع  الحوار بين المجتمعات والتسوية السلمية للخلافات وحماية النساء والأطفال والقضايا الاجتماعية والاقتصادية والسياسية و «إعادة تأهيل المنطقة بعد الصراع».

## معرض الصور

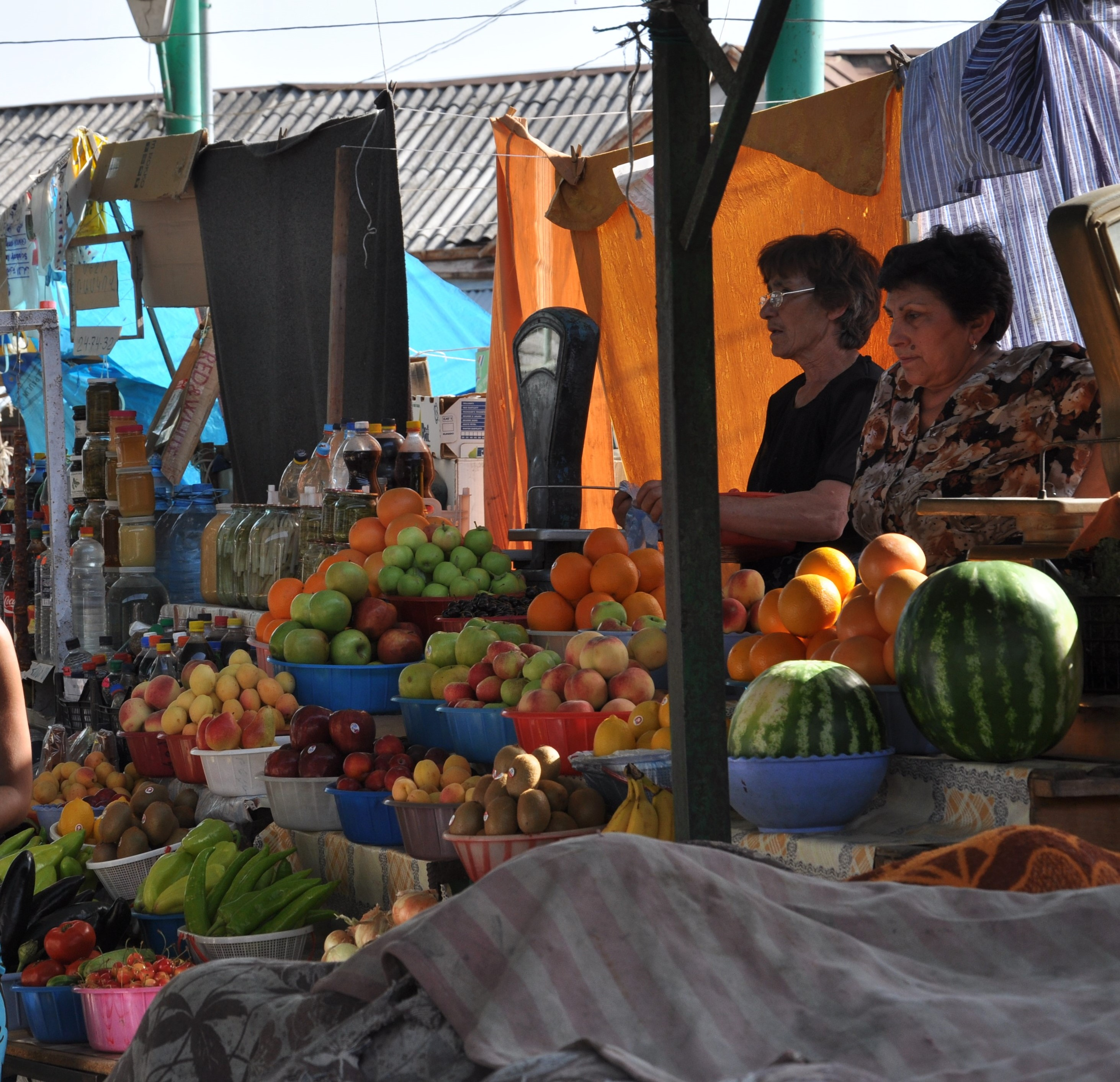
بائعات خضار وفواكه في سوق ستيباناكيرد عاصمة جمهورية أرتساخ، 2009 م.

## وصلات خارجية
- الموقع الرسمي لجمهورية مرتفعات قرة باغ. (بالأرمينية، والروسية، والإنكليزية).
- وزارة الشؤون الخارجية لجمهورية ارتساخ